# Campionati europei di canoa slalom 2013
I Campionati europei di canoa slalom 2013 sono stati la 14ª edizione della competizione continentale. Si sono svolti a Cracovia, in Polonia, dal 6 al 9 giugno 2013.

## Programma
Orari in UTC+2
- Giovedì 6 giugno

7:30 Allenamenti
- Venerdì 7 giugno

9:00 Qualificazioni C-1 donne, C-1 uomini, K-1 uomini
15:00 Qualificazioni K-1 donne, C-2 uomini
- Sabato 8 giugno

9:00 Semifinali C-1 donne, C-1 uomini, K-1 uomini
12:30 Finali C-1 donne, C-1 uomini, K-1 uomini
15:30 Finali a squadre C-1 donne, C-1 uomini, K-1 uomini
- Domenica 9 giugno

9:00 Semifinali K-1 donne, C-2 uomini
12:00 Finali K-1 donne, C-2 uomini
15:15 Finali a squadre K-1 donne, C-2 uomini

## Medagliere
| Pos.   | Paese         | Oro | Argento | Bronzo | Totale |
| ------ | ------------- | --- | ------- | ------ | ------ |
| 1      | Francia       | 4   | 0       | 0      | 4      |
| 2      | Rep. Ceca     | 2   | 0       | 2      | 4      |
| 3      | Germania      | 1   | 3       | 2      | 6      |
| 4      | Gran Bretagna | 1   | 1       | 0      | 2      |
| 5      | Slovacchia    | 1   | 0       | 1      | 2      |
| 6      | Polonia       | 0   | 2       | 1      | 3      |
| 7      | Austria       | 0   | 1       | 1      | 2      |
| 8      | Svizzera      | 0   | 1       | 0      | 1      |
| 8      | Italia        | 0   | 1       | 0      | 1      |
| 10     | Spagna        | 0   | 0       | 1      | 1      |
| 10     | Slovenia      | 0   | 0       | 1      | 1      |
| Totale | Totale        | 9   | 9       | 9      | 27     |

## Podi

### Uomini
| Evento              | Oro                                                                                                   | Punti  | Argento | Punti  | Bronzo                                                                                    | Punti  |
| Canoa C-1           | Jan Benzien                                                                                           | 89,80  | Sideris Tasiadis | 91,22  | Matej Beňuš                                                                               | 91,57  |
| Canoa C-1 a squadre | Slovacchia Alexander Slafkovský Matej Beňuš Jerguš Baďura                                             | 98,99  | Germania Franz Anton Jan Benzien Sideris Tasiadis                                                                   | 100,53 | Slovenia Benjamin Savšek Anže Berčič Luka Božič                                           | 103,58 |
| Canoa C-2           | Francia Pierre Labarelle Nicolas Peschier                                                             | 95,33  | Polonia Marcin Pochwała Piotr Szczepański                                                                           | 96,25  | Rep. Ceca Ondřej Karlovský Jakub Jáně                                                     | 97,06  |
| Canoa C-2 a squadre | Francia Gauthier Klauss / Matthieu Peche Pierre Labarelle / Nicolas Peschier Hugo Biso / Pierre Picco | 111,50 | Polonia Marcin Pochwała / Piotr Szczepański Filip Brzeziński / Andrzej Brzeziński Dominik Weglarz / Dariusz Chlebek | 112,82 | Germania Franz Anton / Jan Benzien Kai Müller / Kevin Müller Eric Mendel / Alexander Funk | 118,32 |
| Kayak K-1           | Jiří Prskavec                                                                                         | 81,17  | Michael Kurt | 81,80  | Sebastian Schubert                                                                        | 83,62  |
| Kayak K-1 a squadre | Rep. Ceca Vavřinec Hradilek Jiří Prskavec Vít Přindiš                                                 | 92,30  | Germania Hannes Aigner Fabian Dörfler Sebastian Schubert                                                            | 93,01  | Polonia Dariusz Popiela Grzegorz Polaczyk Rafał Polaczyk                                  | 94,24  |

### Donne
| Evento              | Oro                                                  | Punti  | Argento                                                  | Punti  | Bronzo                                                       | Punti  |
| Canoa C-1           | Caroline Loir                                        | 114,39 | Julia Schmid                                             | 114,91 | Núria Vilarrubla                                             | 123,21 |
| Kayak K-1           | Fiona Pennie                                         | 91,54  | Stefanie Horn                                            | 95,04  | Viktoria Wolffhardt                                          | 103,48 |
| Kayak K-1 a squadre | Francia Émilie Fer Marie-Zélia Lafont Carole Bouzidi | 108,71 | Gran Bretagna Elizabeth Neave Fiona Pennie Bethan Latham | 116,85 | Rep. Ceca Štěpánka Hilgertová Kateřina Kudějová Eva Ornstová | 121,98 |